# Tetragnatha subesakii
Tetragnatha subesakii är en spindelart som beskrevs av Zhu, Song och Zhang 2003. Tetragnatha subesakii ingår i släktet sträckkäkspindlar, och familjen käkspindlar. Inga underarter finns listade i Catalogue of Life.